# Raidió Teilifís Éireann
Raidió Teilifís Éireann (Radio og Television Irland) ofte forkortet RTÉ, er en irsk public service virksomhed, der producerer og udsender programmer via fjernsyn, radio og internet.
Radiovirksomheden begyndte 1. januar 1926, og fjernsynsudsendelserne fik premiere 31. december 1961, hvilket gør RTÉ en af verdens ældste selskaber, der har sendt programmer kontinuerligt.
RTÉ drives via licens og reklameindtægter. Visse dele af deres services er udelukkende finansieret af reklamer, mens andre udelukkende finansieres af licens.
RTÉ driver RTÉ One, der er Irlands ældste tv-kanal og har siden 1962 produceret og sendt The Late Late Show, som er verdens længst kørende talkshow.